# Liolaemus velosoi
Liolaemus velosoi är en ödleart som beskrevs av  Ortiz 1987. Liolaemus velosoi ingår i släktet Liolaemus och familjen Tropiduridae. Inga underarter finns listade i Catalogue of Life.